# Regina septemvittata
Regina septemvittata är en ormart som beskrevs av Thomas Say 1825. Regina septemvittata ingår i släktet Regina och familjen snokar. IUCN kategoriserar arten globalt som livskraftig. Inga underarter finns listade i Catalogue of Life.
Arten förekommer i östra USA. Några avskilda populationer lever lite längre västerut i Arkansas. Regina septemvittata är begränsad till vattendrag med kräftor. I sällsynta fall hittas den vid insjöar, dammar och diken. Individerna vilar i underjordiska bon som andra djur skapade samt under klippor eller under överhängande träd.